# Blender

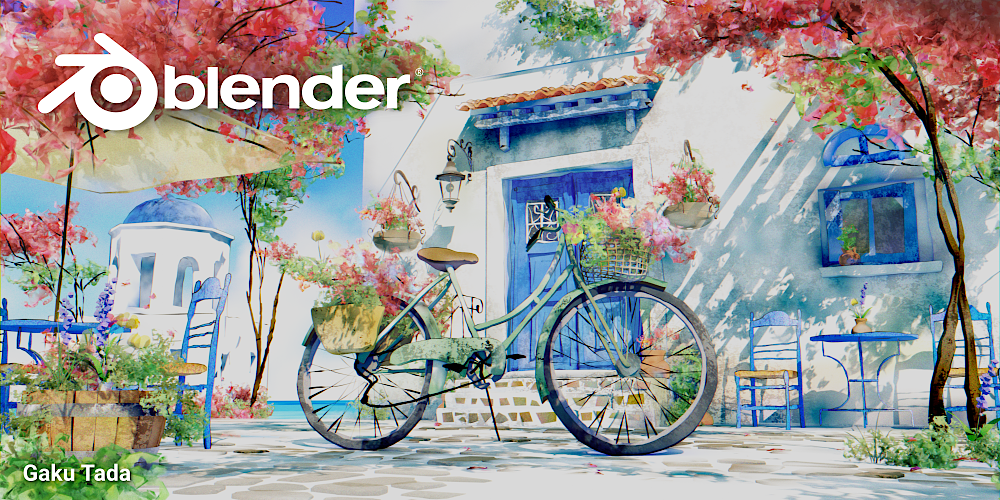
Úvodní obrázek Blenderu 4.0

Blender je svobodný a otevřený software pro třírozměrnou počítačovou grafiku, který se používá k vytváření animovaných filmů, vizuálních efektů, uměleckých děl, třírozměrných tištěných modelů, pohyblivé grafiky, interaktivních třírozměrných aplikací, virtuální reality a videoher. Mezi funkce programu Blender patří třírozměrné modelování, animace, motion capture, renderování, pohyblivá grafika, střih videa a kompozice, texturování, digitální kreslení, editace rastrové grafiky, dopředná a inverzní kinematika, simulace tekutin a kouře, simulace částic, simulace měkkých těles, 3D sochařství.
Blender k renderování využívá knihovnu OpenGL, která umožňuje nejen hardwarovou akceleraci renderování dvourozměrných a třírozměrných objektů, ale především snadnou přenositelnost na všechny podporované platformy. Program je zdarma, a to i pro komerční využití, pod licencí GNU GPL.

## Dostupnost
Blender je dostupný na mnoha platformách a operačních systémech – např. FreeBSD, IRIX, GNU/Linux, Microsoft Windows, Mac OS X a Solaris; existují také neoficiální porty na další systémy (například Windows CE). Program Blender je kompletně zdarma, a to i pro komerční využití, pod licencí GNU GPL.

## Podpora
Celosvětová komunita uživatelů tvoří jádro podpory pro ostatní. O Blenderu vyšla řada knih, na internetu existuje řada tutoriálů a má spoustu diskuzních fór. Další možnou učební metodou pak může být stažení a prohlédnutí si již hotových projektů.
Mnoho dalších stránek, například BlenderArt Magazine, který je zdarma ke stažení, nabízí v každém čísle článek o nějaké konkrétní oblasti 3D vývoje. BlenderNation pak poskytuje informace o všem co se týká Blenderu, ukazuje nové techniky, vlastnosti a poskytuje tutoriály, rady a další průvodce.

### Rozšíření
Blender lze doplnit celou řadou rozšíření v podobě Python scriptů. Ty mohou být jednoduché od základní transformace objektů, až po velmi složité scripty generující stromy a trávu.
Použitím materiálových a sekvenčních pluginů jsou možná i další rozšíření. Tyto pluginy se dodávají ve formě knihovních souborů jako například .dll.

## Hardwarové požadavky
V porovnání s ostatními podobnými programy má Blender velmi nízké hardwarové nároky. Nicméně, pro pokročilé efekty a úpravy velkého počtu polygonů je potřeba velmi výkonný systém.
| Hardware         | Minimum                       | Doporučeno                                 |
| ---------------- | ----------------------------- | ------------------------------------------ |
| Procesor         | 64-bit quad core              | 64-bit eight core                          |
| Paměť RAM        | 8 GB                          | 32 GB                                      |
| Grafická karta   | OpenGL karta s 2 GB Video RAM | OpenGL karta s 8 GB Video RAM              |
| Displej          | 1920×1080                     | 2560×1440                                  |
| Vstupní zařízení | Myš                           | Myš se třemi tlačítky nebo grafický tablet |

## Historie
Blender byl vyvíjen jako vlastní aplikace holandského animačního studia NeoGeo a Not A Number (NaN). Za hlavního autora je považován Ton Roosendaal, který předtím napsal program na sledování paprsku nazvaný Traces pro počítače Amiga v roce 1989. Název „Blender“ byl inspirován písní od Yello z alba Baby.
V červnu roku 1998 založil Ton Roosendaal společnost NaN pro další vývoj a distribuci programu. Program byl původně distribuován jako shareware, společnost NaN však v roce 2002 zkrachovala.
Věřitelé souhlasili s vydáním Blenderu pod hlavičkou GNU General Public License v případě, že jim bude jednorázově vyplacena částka €100,000. 18. července 2002 odstartoval Ton Roosendaal kampaň na financování Blenderu, kdy bylo díky finančním darům této částky dosaženo a 13. října 2002 byl zdrojový kód Blenderu vydán. Blender je v současné době svobodným softwarem a je aktivně vyvíjen pod dohledem nadace Blender Foundation.
Blender Foundation si původně vyhradila právo používat dvojí licencování, takže kromě GNU GPL licence mohl být Blender dostupný také pod „Blender Licence“, která nepožadovala zveřejnění zdrojového kódu, ale požadovala platby právě pro Blender Foundation. Nicméně, této možnosti nebylo nikdy využito a v roce 2005 byla odložena na neurčito. Nyní je Blender dostupný výhradně pod licencí GNU GPL.

### Suzanne

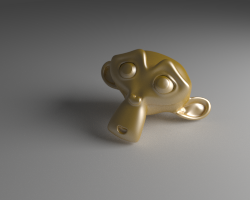
Testovací model opičky Suzanne pro program Blender

V roce 2002 bylo celkem jasné, že společnost NaN, která stála za Blenderem nepřežije, a ukončí činnost. Přesto vydali ještě jednu verzi, Blender 2.25. Jako takové virtuální velikonoční vajíčko a svůj poslední odkaz se umělci a vývojáři rozhodli přidat 3D model šimpanze. Toho vytvořil Willem-Paul van Overbruggen a pojmenoval ho Suzanne po orangutanovi z filmu Jay a Mlčenlivej Bob vrací úder. Suzanne je Blenderovská alternativa k běžným testovacím modelům jako například Konvice z Utahu a Stanford Bunny. Jedná se o model s pouhými 500 polygony a Suzanne je často používána jako rychlý způsob testování materiálů, animací, textur a nastavení osvětlení scény. Po Suzanne se jmenuje každoroční komunitní soutěž Suzanne Awards.

## Uživatelské rozhraní
Uživatelské rozhraní Blenderu se podstatně liší od ostatních aplikací na třírozměrné modelování. Jeho hlavní výhodou je plně přenastavitelná pracovní plocha a rozvržení jednotlivých oken s různými pohledy a nástroji.
Blender se ovládá v naprosté většině případů pomocí klávesových zkratek. Tato filozofie může pro uživatele přecházející z jiných programů představovat určitou překážku, ale jde o efektivní a posléze intuitivní způsob rychlé tvorby modelů a animací bez nutnosti hledat funkce v několikanásobném submenu.
Databázový systém umožňuje optimální management scény, instance a dynamické propojování různých projektů v různých souborech.
Rozhraní Blenderu je v současné době lokalizováno do několika jazyků včetně češtiny. Stejně tak je možné vytvářet vlastní jazykové sady.
Blender sdílí stejné rozhraní na všech platformách.

## Modelovací schopnosti

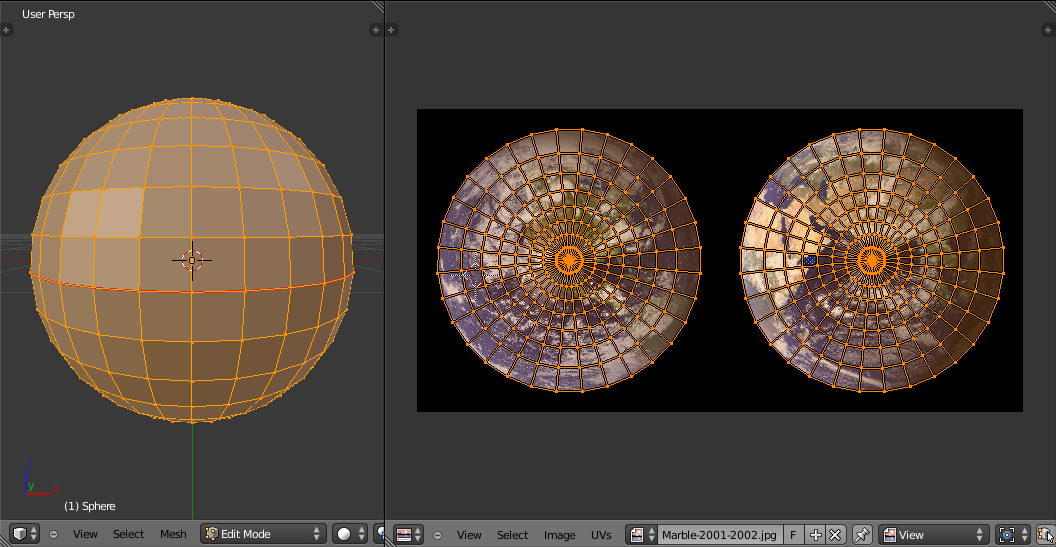
Texturování zeměkoule pomocí obrázků

Jsou zaměřeny především na práci s ploškovou reprezentací těles. Blender umožňuje pracovat s takzvanými subsurf plochami, které jsou uživateli s oblibou využívány. Dále pak podporuje v omezenější formě práci s parametrickými plochami a křivkami (Bezier, NURBS) a implicitními plochami (MetaBalls).
Modelovací část Blenderu je používána v profesionální filmové a televizní produkci. Například byla použita pro CGI seriálu The Man in the High Castle.

## Animační možnosti

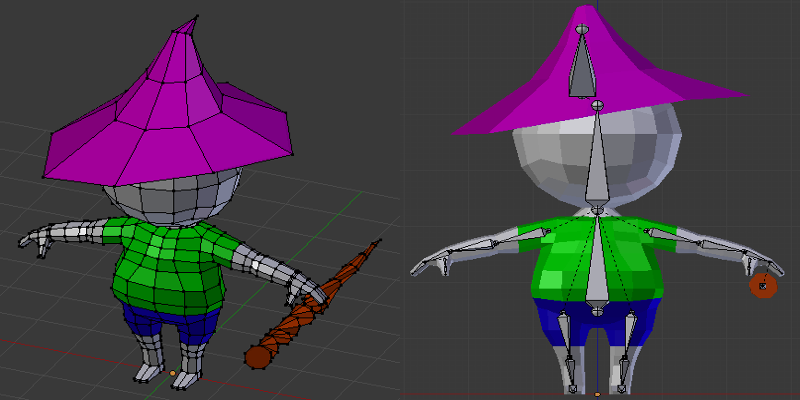
Rigging – kostra pro animaci

Nejsou omezeny pouze na jednoduché klíčování objektů a jejich tvarů, ale Blender umožňuje animovat objekty i pomocí armatur a inverzní kinematiky. Blender má dále implementovánu podporu pro fluidní dynamiku, softbodies, různé deformátory, částicové systémy, apod.

## Další možnosti

### Herní engine
Ve starších verzích Blenderu lze díky vestavěnému hernímu enginu (sadě softwarových komponent) velmi jednoduše vytvářet i interaktivní třírozměrné aplikace (počítačové hry, architektonické, vědecké a průmyslové vizualizace, nebo animace nárazu). Uživatel nemusí mít žádné programátorské dovednosti, aby byl schopný vytvořit jednoduchou interaktivní aplikaci. Zkušenější uživatelé mohou využít možnosti skriptovacího jazyka Python. Herní engine měl v sobě od verze 2.40 integrovaný fyzikální engine Bullet (který nahradil teď již zastaralý Sumo), s jehož pomocí lze věrně simulovat dynamiku pevných těles.
Od verze 2.80 již není herní engine součástí Blenderu. Důvodem pro odstranění byla zastaralost oproti alternativním otevřeným enginům. Nadace Blender Foundation se rozhodla zaměřit se na uživateli více využívané funkce Blenderu.

### Částicový generátor
S pomocí částicového generátoru lze vytvářet vizuální efekty jako oheň, kouř atd. Kromě základních parametrů jako je rychlost či náhodnost pohybu na částice může působit například vítr a různé překážky.
Tato součást Blenderu se ve verzi 2.40 dočkala vylepšení a nyní podporuje renderování vlasů a různých vláken.

## Porovnání s ostatními 3D programy
V roce 2007 byl publikován článek, který uvedl, že rozhraní Blenderu není podle průmyslových standardů, ale přesto vede k rychlému postupu a je někdy i mnohem více intuitivní. Kritizována byla také špatná dokumentace.
Blender dominuje na poli otevřených produktů a celou řadou funkcí je srovnatelný se střední až vyšší třídou komerčních aplikací. V roce 2010 CGenie ohodnotilo Blender jako rodící se produkt se základnou uživatelů, kteří jsou spíše fandové, než studenti nebo profesionálové, ale také s vysokými standardy, které každý rok rostou. Také ohlásili, že uživatelé Blenderu požadují rychlejší vývoj a větší kompatibilitu s ostatními programy. Blender je také využíván ve vědeckých skupinách po celém světě, například s společně s programy jako je Matlab.
V roce 2011 byla vydána verze 2.5, která obsahuje zcela přepracované uživatelské rozhraní. Jejím cílem bylo zlepšit efektivnost a celkově zjednodušit jeho použití. Během betatestu byl animační systém Blenderu 2.5 považován animátory ze Sintelu jako stejně kvalitní nebo ještě kvalitnější, než v některých komerčně dostupných balíčcích. V současné době vývoj Blenderu neustále zrychluje díky rostoucímu počtu uživatelů i vývojářů. Nabízí tak zcela srovnatelné nástroje s komerčními produkty. Mezi ně patří: GPU renderer, přepracované simulace chlupů a vylepšené uživatelské prostředí.

## Otevřené projekty
Od roku 2005 vyhlašuje Blender Foundation otevřené projekty, které kreativně demonstrují nové funkce Blenderu a pomáhají jej inovovat.

### Elephants Dream (Orange)
V květnu 2005 oznámil Ton Roosendaal založení animačního studia Orange, které by mělo vytvořit film kompletně pomocí otevřených technologií. Cílem bylo ukázat světu, že pro vytvoření audiovizuálně zajímavého díla není potřeba software za spoustu peněz. Ve studiu pracoval tým nejlepších uživatelů Blenderu z celého světa. Studio sídlilo v Nizozemsku.

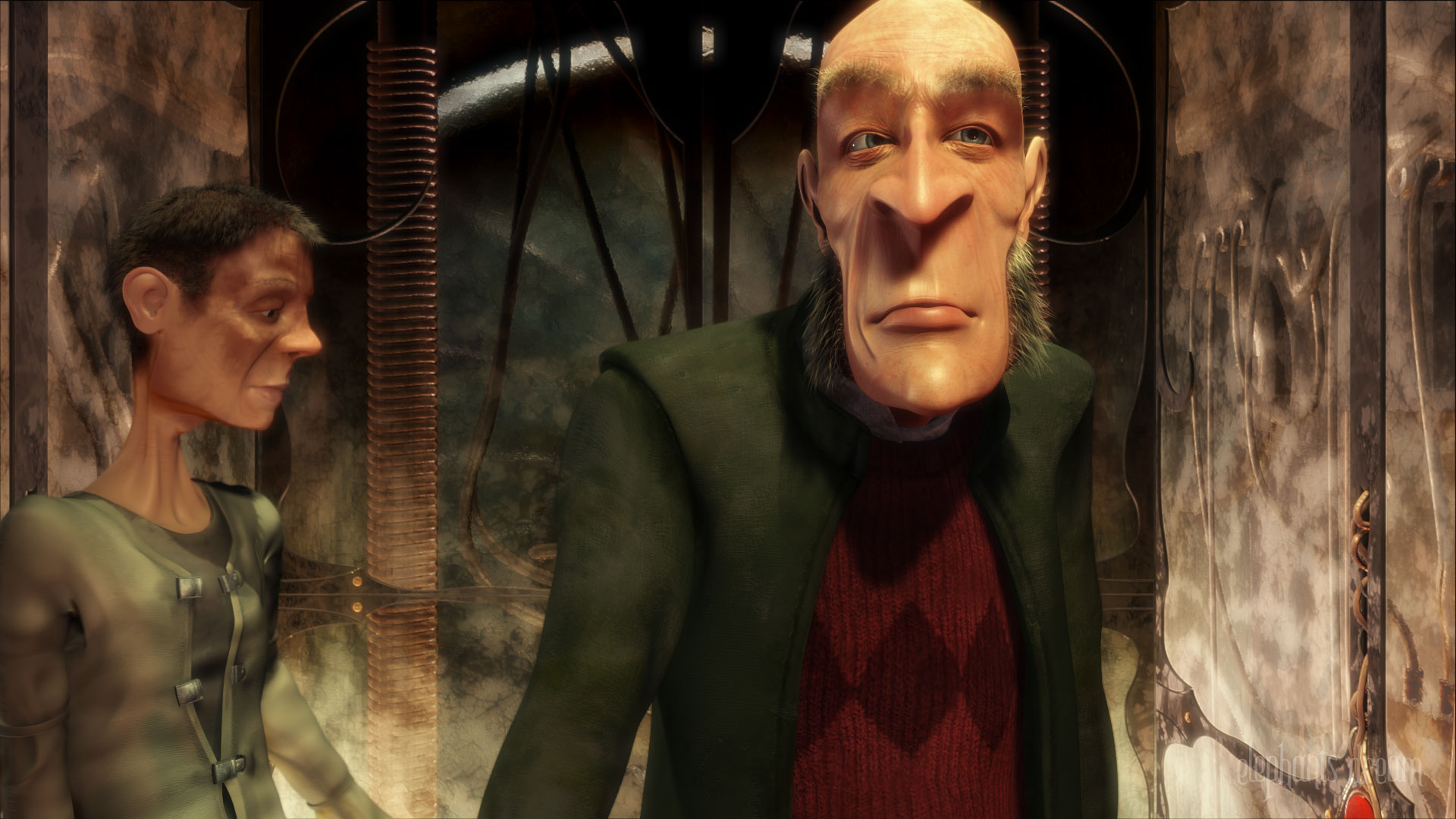
Emo a Proog

Dne 24. března 2006 měl slavnostní premiéru krátký animovaný film Elephants Dream. Hlavními hrdiny jsou Emo a Proog (viz obrázek), kteří se dostanou do útrob jakéhosi stroje a hledají cestu ven. Film má stopáž asi 12 minut.
V týmu bylo i několik programátorů, kteří upravovali Blender na míru umělcům a doplnili tak do hlavní vývojové větve například kompletně přepsaný interní renderer, vlasy, node editor, lepší armatury a podobné funkce. Za celou dobu vývoje Blenderu se neudělal tak velký pokrok, jako v případě projektu Orange.
Dne 18. května byl film pod licencí Creative Commons vystaven ke stažení zadarmo. Jelikož se jedná o otevřený projekt, všechny pracovní .blend soubory jsou taktéž volně dostupné ke stažení.
Elephants Dream je první film distribuovaný v Evropě na HD DVD nosičích.

### Další projekty[5][6]
| Název                          | Rok           | Demonstrované funkce                                                   |
| ------------------------------ | ------------- | ---------------------------------------------------------------------- |
| Big Buck Bunny                 | 2008          | 3D animace                                                             |
| Yo Frankie!                    | 2008          | Herní engine                                                           |
| Sintel                         | 2010          | 3D animace                                                             |
| Tears of Steel                 | 2012          | Motion capture, realistické renderování                                |
| Caminandes: Gran Dillama       | 2013          | 3D animace                                                             |
| Cosmos Laundromat: First Cycle | 2015          | 3D animace                                                             |
| Glass Half                     | 2015          | Kreslený vzhled 3D animace, rozlišení 4K                               |
| Caminandes: Llamigos           | 2016          | 3D animace                                                             |
| Agent 327                      | 2017          | 3D animace, mimika tváří postav                                        |
| The Daily Dweebs               | 2017          | 3D animace, anaglyf, rozlišení 8K                                      |
| Hero                           | 2018          | Kreslený vzhled 3D animace                                             |
| Spring                         | 2019          | 3D animace                                                             |
| Coffee Run                     | 2020          | Kreslený vzhled 3D animace                                             |
| Settlers                       | 2020          | 3D modely postav                                                       |
| Sprite Fright                  | 2021          | 3D animace                                                             |
| Charge                         | 2022          | 3D animace, fyzikálně založené renderování, realismus                  |
| Wing It!                       | 2023          | 2D a 3D animace, stylizované renderování                               |
| Gold                           | bude oznámeno | 2D a 3D animace, fyzikálně založené renderování, procedurální generace |